# Galero

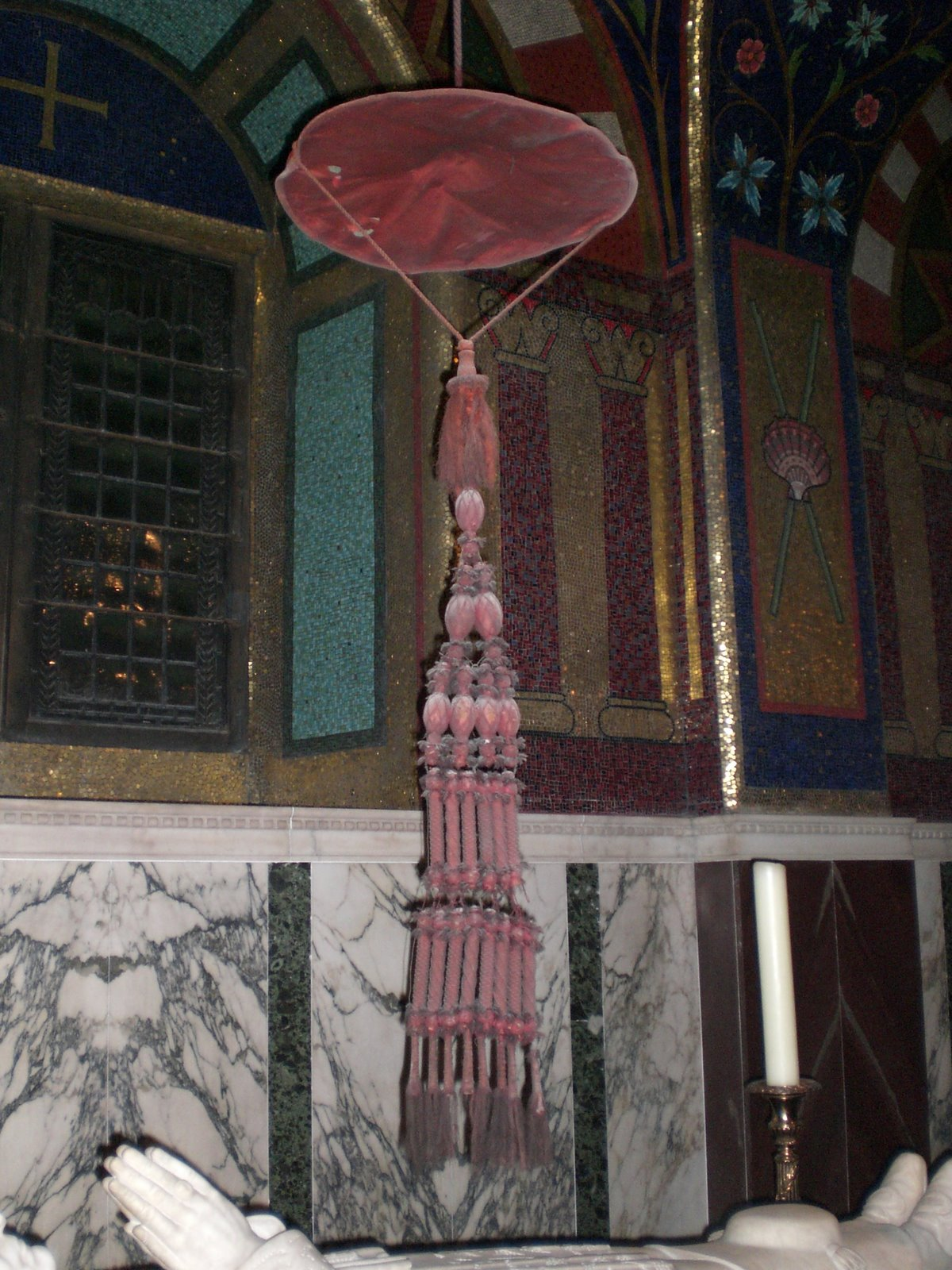
Galero cardinalício.

O galero (do latim galerum, pl. Galera) na Igreja Católica era um chapéu de aba larga usado pelo clero, com cordões terminados em borlas que ficavam sobre o peito. Tem sua origem nos chapéus de peregrino. Utiliza-se em heráldica eclesiástica desde o século XIV, substituindo as mitras nos escudos.

## Origem
Durante séculos, o uso do galero estava limitado aos cardeais, como uma coroa que simbolizava o título de Príncipe da Igreja. O Papa Inocêncio IV foi o primeiro que impôs o galero vermelho aos cardeais em 1245, no Primeiro Concílio de Lyon. A tradição na Arquidiocese de Lyon era a de que a cor vermelha era inspirada pelos chapéus vermelhos dos cânones de Lyon. Segundo Noonan, o Papa Inocêncio queria que seus favoritos fossem diferentes e reconhecíveis nas procissões do Concílio[carece de fontes?]. O cardeal Jean Cholet utilizou seu galero para coroar Charles de Valois em 1285 em Girona como Rei de Aragão durante a Cruzada Aragonesa, o que lhe valeu o título de "roi du chapeau" ("rei do chapéu").

## Heráldica eclesiástica

Brasão de armas de um Cardeal.

Ainda que o uso do galero em heráldica fosse já comum desde o século XIV, foi o Papa Pio XI quem regulou definitivamente o seu uso, mediante decreto de 21 de fevereiro de 1905, no que se refere às cores e ao número de borlas que correspondiam a cada grau dentro da hierarquia:
- Cardeal (vermelho com 2x15 borlas vermelhas - 1, 2, 3, 4, 5)
- Patriarca, Primaz (verde com 2x15 borlas verdes - 1, 2, 3, 4, 5)
- Arcebispo (verde com 2x10 borlas verdes - 1, 2, 3, 4)
- Bispo, Abade mitrado, Prelado territorial (verde com 2x6 borlas verdes - 1, 2, 3)
- Prelado "di Fiocchetto", da Câmara Apostólica (púrpura com 2x10 borlas vermelhas - 1, 2, 3, 4)
- Protonotário Apostólico (púrpura com 2x6 borlas vermelhas - 1, 2, 3)
- Prelado de Honra da Sua Santidade, Prelado doméstico da Sua Santidade, Capelão Conventual do S.M.O.M. (púrpura com 2x6 borlas púrpuras - 1, 2, 3)
- Capelão de Sua Santidade (preto com 2x6 borlas púrpuras - 1, 2, 3)
- Vigário Geral, Vigário Episcopal, Prior mitrado, Abade, Superior Maior de Ordem Religiosa, Protonotário Apostólico honorário (preto com 2x6 borlas pretas - 1, 2, 3)
- Cónego, Prior, (preto com 2x3 borlas pretas - 1, 2)
- Arcipreste, Deão, Vigário forâneo, Superior menor de ordem religiosa (preto com 2x2 borlas pretas - 1, 1)
- Presbítero (preto com 2x1 borla preta - 1)
- Diácono (preto, sem borlas)

Para os abades, priores e superiores de ordens religiosas, admite-se substituir a cor negra pelo alvo[carece de fontes?].
Os presbíteros e diáconos, pelo geral, não utilizam brasão de armas, salvo que o utilizem por outras razões (por exemplo, o pertence a uma família com títulos nobiliárquicos); nesses casos, deverão timbrar o seu brasão com o galero correspondente.

## Concílio Vaticano II
Quando se ordenava um cardeal, o Papa colocava um galero escarlate sobre a cabeça do novo cardeal no consistório; esta prática deu lugar à frase "receber o chapéu vermelho". Durante um consistório, o Papa colocava-o sobre a cabeça de cada um dos novos cardeais, entregando-lhes também um rolo onde está escrito o título que corresponde a cada novo cardeal.
Em 1969, um decreto papal posterior ao Concílio Vaticano II pôs fim à utilização do galero, como um ato de humildade da hierarquia da Igreja. Considerou-se que mediante a eliminação de tais insígnias elaboradas, o povo poderia se identificar melhor com seus líderes pastorais. Hoje em dia, só o solidéu vermelho e o barrete se colocam sobre as cabeças dos cardeais no consistório. Os cardeais de rito oriental têm o seu próprio chapéu distintivo.

## Na atualidade
Atualmente o galero caiu completamente em desuso, salvo em heráldica.
No entanto, alguns cardeais continuam obtendo galeros privadamente para conservar a antiga cerimónia da suspensão do mesmo sobre suas tumbas. Segundo a tradição, quando morria um cardeal, o seu galero era pendurado sobre o seu túmulo, onde permaneceria até que ficasse reduzido a pó, simbolizando que toda a glória terrena é passageira. Diz-se que quando cai, a alma do cardeal entrou no céu.
Também seria permitido utilizar o chapéu saturno para se proteger do Sol, fora dos serviços religiosos, com pequenas borlas isoladas sobre a asa, em número e cor equivalentes ao do galero heráldico próprio do grau na hierarquia.